# 58Beats
58Beats ist ein Hip-Hop-Label aus München. Es wurde im Jahr 1998 von den Main-Concept-Mitgliedern Glam (Markus Klammer), Explizit (Moris Cafaro) und David Pe (David Papo) gegründet.

## Geschichte
Im Jahr der Gründung erschien die erste Single des Labels von Main Concept mit dem New Yorker Emcee Problemz als 12inch. Bald erschienen weitere Veröffentlichungen mit Künstlern wie DV alias Khrist, Retsam, Samy Deluxe, Siba Giba oder Raptile, der seine erste Maxi mit dem Titel Access denied / Gleichgewicht auf dem Label veröffentlichte.
In der Vergangenheit haben verschiedene Mitglieder von 58Beats, allen voran die Labelmitbegründer von der Musikgruppe Main Concept über andere Labels veröffentlicht, darunter das in Dortmund ansässige Musiklabel Deck8 oder Buback, ein Hamburger Independent-Label für Tonträger.
Des Weiteren gehört das 58Beats-Team seit langem zum Umfeld der Münchner HipHop-Crew Blumentopf, mit denen sie ebenfalls schon zusammengearbeitet haben: unter anderem im Jahr 1999 im Rahmen der Freestyles Aktion zusammen mit Samy Deluxe und einigen anderen.

## Diskografie (Auswahl)

### Alben
- 2002: 58 Beats – Plan 58
- 2003: Main Concept – MUC>>NYC>>STHLM>>BRM
- 2006: Vier zu Eins – Abenteuer hoch drei
- 2006: Roger Rekless – Von zuhause aus
- 2007: Minute – Alles wird anders
- 2007: Creme Fresh – Hast du Feuer?
- 2007: Glam – Laceration
- 2007: 58Beats Armada – …haben wir nicht nötig!!
- 2010: Boshi San – H.e.R.B.

### Singles
- 1998: Problemz & Main Concept – Who got the flavor
- 1999: Raptile & Main Concept – Access Denied/Gleichgewicht
- 2000: D.V. alias Khrist, Siba Giba, DavidPe, Samy Deluxe, Retsam, Raptile – The World ain´t ready
- 2005: Black Quarterbacks – Tango / Who wannit
- 2006: Vier zu Eins – Wir wollen Alles
- 2007: Minute – Komm schon / Viele Namen
- 2007: Creme Fresh – Hast du Feuer?
- 2007: Roger Rekless – Halt dein Kind hoch
- 2007: Minute – Alles wird anders
- 2010: Boshi San – Wer bist du?

## Künstler
- Creme Fresh
- Main Concept
- Minute
- Roger Rekless
- Vier zu Eins
- Schu & Janna
- Boshi San
- Glam
- Akere